# 申錫
申錫，河南河內縣人，清朝政治人物。
順治十六年（1659年）己亥科进士，任福建福清县知县，卒于官。。